# Alangalang
Alangalang là một đô thị hạng 4 ở tỉnh Leyte, Philippines. Đô thị này không giáp biển và có diện tích 151 km&sup2. Phía bắc giáp Barugo và San Miguel, phía nam giáp Pastrana, đông bắc giáp Thành phố Tacloban, phía đông giáp Santa Fe còn phía tây giáp Jaro. Theo điều tra dân số năm 2000, đô thị này có dân số 41.245 người trong 8.188 hộ.

## Các đơn vị hành chính
Alangalang được chia ra 54 barangay.
| - Aslum - Astorga (Burabod) - Bato - Binongto-an - Binotong - Bobonon - Borseth - Buenavista - Bugho - Buri - Cabadsan - Calaasan - Cambahanon - Cambolao - Canvertudes - Capiz - Cavite - Cogon | - Dapdap - Divisoria - Ekiran - Hinapolan - Hubang - Hupit - Langit - Lingayon - Lourdes - Lukay - Magsaysay - Mudboron - P. Barrantes - Peñalosa - Pepita - Salvacion Poblacion - San Antonio - San Diego | - San Francisco East - San Francisco West - San Isidro - San Pedro - San Vicente - Santiago - Santo Niño - Santol - Tabangohay - Tombo - Veteranos - Blumentritt - Holy Child I - Holy Child II - Milagrosa - San Antonio Pob. - San Roque - Salvacion |